# Traces of Red
Traces of Red is een Amerikaanse neonoir erotische film uit 1992 geregisseerd door Andy Wolk.

## Verhaal
Detective Jack Dobson ligt in een appartement met een kogel in zijn borstkas. Via flashbacks wordt getoond hoe die kogel daar is geraakt.
Jack krijgt dreigbrieven. Zijn collega-partner Steve Frayn vermoedt dat deze afkomstig zijn van een maffioso tegen wie ze weldra moeten getuigen. Een andere denkpiste heeft te maken met zijn broer Michael die opkomt met de verkiezingen voor een openbaar ambt.
Er worden vermoord die allen sporen van lippenstift dragen, achtergelaten door de moordenaar. Ellen Schofield, een kennis van Jack, is mogelijk betrokken. Jack zelf komt onder verdenking wanneer een vrouw, die hij eerder op de avond met Ellen zag in een restaurant, wordt vermoord. Jack vertelt Michael en Steve dat hij in de lagere school werd verkracht door zijn lerares Gloria Wurtz. Gloria blijkt de moeder te zijn van Steve. Steve gaat een relatie aan met Ellen, hoewel hij getrouwd is. Jack aanziet Steve sindsdien als een verrader omdat hij ook een oogje heeft op Ellen. Niet veel later wordt ook Ellen vermoord. Steve en Michael vinden bewijs dat Jack achter de moorden zit en betrappen hem op heterdaad wanneer hij Beth - de vrouw van Steve - aan het wurgen is. Jack haalt zijn pistool boven, maar hij wordt neergeschoten door Steve. Dat blijkt later opgezet spel te zijn: Jack is niet dood en betrapt Michael terwijl laatstgenoemde een vrouw probeert te wurgen. Uiteindelijk schiet Michael Jack neer en pleegt vervolgens zelfmoord. Uit het verdere verhaal is af te leiden dat Jack de aanslag heeft overleefd en hij met Steve zijn werk verderzet.

## Rolverdeling
| Acteur                | Personage       |
| --------------------- | --------------- |
| James Belushi         | Jack Dobson     |
| Lorraine Bracco       | Ellen Schofield |
| Tony Goldwyn          | Steve Frayn     |
| Joe Lisi              | J.C. Hooks      |
| William Russ          | Michael Dobson  |
| Faye Grant            | Beth Frayn      |
| Michelle Joyner       | Morgan Cassidy  |
| Victoria Bass         | Susan Dobson    |
| Melanie Tomlin        | Amanda          |
| Jim Piddock           | Martyn          |
| Ed Amatrudo           | Emilio          |
| Danny Kamin           | Dan Ayeroff     |
| Harriet Grinnell      | Louise Dobson   |
| Lindsey Jayde Sapp    | Nancy Frayn     |
| Mario Ernesto Sánchez | Tony Garidi     |
| Joe Hess              | 'Minnesota'     |
| Will Knickerbocker    | Tommy Hawkins   |
| Edgar Allan Poe IV    | Ian Wicks       |
| Billy Garrigues       | Phillip Norris  |
| Katherine Culliver    | Kimberly Davis  |
| Renate Schlesinger    | Ingrid          |
| Nick Xatzis           | Theo            |

## Nominatie
| Westrijd                     | Categorie     | Ontvanger(s)    | Resultaat   | Ref.  |
| ---------------------------- | ------------- | --------------- | ----------- | ----- |
| Golden Raspberry Awards 1992 | Worst Actress | Lorraine Bracco | Genomineerd | [ 2 ] |